# Шулан
Шула́н (з удмуртської мови свист, присвистування) — традиційний удмуртський народний музичний інструмент у вигляді глиняної свистульки. Був ритуального типу, язичного походження. Інструмент був відновлений Сергієм Кунгуровим, доцентом кафедри оркестрових інструментів УдДУ.
Шулан виготовлявся у формі птахів або риб, священних тварин удмуртів. Мав від 2 до 7 ігрових отворів. Використовувався в ритуалі шайтан уллян (вигнання біса).
Має декілька різновидів, один з яких сюй шулан — глиняний свисток, який має вигляд качки з отворами з боків, закриваючи та відкриваючи які можна отримати звуки різноманітної висоти. Відноситься до глобулярних флейтових інструментів.